# Capranica Prenestina
Capranica Prenestina là một đô thị ở tỉnh Roma in the Italian region Latium, có cự ly khoảng 40 km về phía đông của Roma. Tại thời điểm ngày 31 tháng 12 năm 2004, đô thị này có dân số 328 người và diện tích là 20,2 km².
Đô thị Capranica Prenestina có các frazione (đơn vị cấp dưới) Guadagnolo.
Capranica Prenestina giáp các đô thị: Casape, Castel San Pietro Romano, Ciciliano, Genazzano, Pisoniano, Poli, Rocca di Cave, San Gregorio da Sassola, San Vito Romano.